# Castillo de Kotor
Kotor o Kotorgrad fue una fortaleza medieval situada sobre el actual asentamiento de Kotor en Kotor Varoš, Bosnia y Herzegovina, República Srpska, municipio de Kotor Varoš. Durante el Reino de Bosnia, la fortaleza se convirtió en la primera y favorita sede de Hrvoje Vukčić, señor de Donji Kraji, la župa de Vrbanja, junto con otras dos, Ključ y Jajce.

## Historia
En algunas fuentes recientes (2002) se afirma que el asentamiento debajo del fuerte se llamaba Kotorište, lo cual nunca se ajustó a la situación real, porque Kotorište, el asentamiento de Kotor Varoš, se encuentra en la orilla opuesta (derecha) del río Vrbanja.
En su forma original (cuyas ruinas aún existen), había una torre, ligeramente más arriba en la cresta sobre el río Jakotina , y una mazmorra (justo encima de la cascada). La torre y las mazmorras estaban conectadas por una escalera de piedra, cuyos restos aún son visibles. En la torre, hasta la liberación de Kotor Varoš en 1945, existió una campana de impresionante tamaño. Se desconoce su destino.
Kotor se menciona por primera vez en 1382. Perteneció al duque Hrvoje Vukčić Hrvatinić (1350-1416). Kotor siguió siendo su finca favorita, donde falleció.
Kotor pasó posteriormente a formar parte de la región del Banato de Jajce, y los otomanos la conquistaron en 1519, 52 años después de la caída oficial de Bosnia. Las fuerzas de ocupación avanzaron por el valle de Vrbanja, y la mayor resistencia a su penetración la ofreció la defensa de Kotor en Bettle, en el campo de Večićko. Los otomanos pronto invadieron Bania Luka , Srbac, Kobaš, Derventa y toda Posavina. Posteriormente, cruzaron brevemente a Eslavonia.
Los mustafhiz de Kotor se encontraban incluso en pueblos alrededor de Visoko y en Dubrovnik, también en Visoko (probablemente las principales oficinas comerciales). Hamdija Kreševljaković supone que el mustafhiz de Kotor se trasladó desde una ciudad más cercana a Visoko. Hasta 1838, Kotor contaba con su propia tripulación. Durante la ocupación austriaca de la orilla derecha del Sava, las tripulaciones y la administración de la capitanía de Kobaška se trasladaron a Kotor , bajo la jurisdicción de la capitanía judicial de Jajce. Se observó que en 1833, Kotor solo tenía un cañón.
Hamdija Kreševljaković escribe además, según fuentes no escritas:

...«Por los nombres que conozco, estos Dizdars: Huseinaga (1557), Salihaga (1748), su heredero Avdaga (1758 hasta después de 1793), Mehmedaga (1810) y su hijo Abdurahmanaga (1816). En 1858, Salihaga cedió voluntariamente el servicio de dizdars a su hermano Avdaga. El timar de dizdars en Tačbilu ascendía a 3400 akces. Una descripción anónima indica que Kotor tenía pequeñas fortalezas, rodeadas por una muralla, con pequeños cañones, y con ellas el suburbio, aproximadamente setenta casas»...

Kreševljaković considera a Jukić como la fuente de la ciudad y fortaleza de Kotor, llamada Bobas, y la gente aún puede oír «Bobac». Si hubiera abandonado la ciudad de Kotor, habría aprendido a llamarla cascada bajo el mando de antiguos jefes y a ser una poderosa fuente, una de ellas, de agua potable. Incluso en la década de 1960, para el iftar de Ramadán, se mencionaba el agua en los hogares más remotos de Kotor Varoš. Se dice que la población de Kotor era la de «Bobac», mientras que los de otras partes de la ciudad insisten en el supuesto «verdadero» «Bobas».

## Investigación y conservación
El aspecto actual de la torre y la mazmorra es un ejemplo de dejadez y abandono de un importante monumento de la cultura medieval, y las autoridades locales no quieren o no saben cómo utilizarlos como un valioso y lucrativo pozo turístico.